# SKU Amstetten
Der SKU Amstetten (vollständiger Name Sportklub Union Ertl Glas Amstetten) ist ein österreichischer Fußballverein aus der niederösterreichischen Bezirkshauptstadt Amstetten. Der Verein spielt seit der Saison 2018/19 in der 2. Liga.

## Geschichte
Der Verein entstand 1997 aus einer Fusion des ehemals zweitklassigen ASK Amstetten (gegründet 1932) mit dem SC Union Amstetten (gegründet 1946) und übernahm zur Saison 1997/98 den Platz des SC Union in der 2. Landesliga West. 1998/99, in der zweiten Saison nach der Fusion, gelang unter Trainer Siegfried Aigner mit 14 Punkten Vorsprung auf den SV Waidhofen/Thaya der überlegene Meistertitel in dieser Liga. Schon die erste Spielzeit in der 1. niederösterreichischen Landesliga 1999/00 hätte dem SKU beinahe den nächsten Aufstieg beschert: die Amstettner landeten zwei Punkte hinter dem SV Hundsheim auf Rang zwei. In den folgenden Jahren landete der SKU stets in der oberen Tabellenhälfte und belegte drei siebente und je einen dritten, vierten, fünften und sechsten Platz, ehe 2007/08 mit dem Meistertitel der erstmalige Aufstieg in die dritthöchste Spielklasse, die Regionalliga, gelang. Nur ein Jahr später folgte allerdings der Abstieg zurück in die Niederösterreichische Landesliga. 2011 gelang der Wiederaufstieg in die Regionalliga Ost, wo der SKU bis zur Saison 2017/18 vertreten war, in der dem Klub mit Platz drei der Aufstieg in die 2. Liga gelang.
Jährlich organisiert der SKU ein Hallenturnier in der Stadthalle in Amstetten sowie das internationale „Josef-Leeb-Gedenkturnier“ für Jugendmannschaften. Er führt außerdem Jugendmannschaften in den Altersstufen U-9 bis U-17. Der SKU betrieb ein Landesausbildungszentrum (LAZ) für Jugendliche von 10 bis 14 Jahren, das im Sommer 2010 an den SVU Mauer abgegeben wurde.
Nach dem bereits erfolgreichen Abschneiden im ÖFB-Cup in der Spielzeit 2013/14 – Sieg über den Zweitligisten SV Mattersburg, Niederlage im Viertelfinale beim SV Horn – konnte in der Saison Österreichischer Fußball-Cup 2016/17 mit dem SC Austria Lustenau abermals ein auf professioneller Ebene spielender österreichischer Klub nach einem 2:2-Unentschieden mit 3:2 im Elfmeterschießen bezwungen werden.  Davor, in der Saison Österreichischer Fußball-Cup 2015/16, gab sich der SKU in der 2. Runde nur knapp dem Rekordmeister SK Rapid Wien im Elfmeterschießen mit 3:4 geschlagen. Im ÖFB-Cup 2017/18 konnte der Zweitligist SC Wiener Neustadt mit 1:0 besiegt werden, allerdings wurde der SKU in der zweiten Runde durch den Zweitligisten FC Wacker Innsbruck mit 0:1 besiegt.

## Kampfmannschaft

### Trainerteam
Stand: 2. Juli 2025
| Funktion        | Name                  | Geburtsdatum | Nationalität | beim Verein seit | letzter Verein       |
| --------------- | --------------------- | ------------ | ------------ | ---------------- | -------------------- |
| Trainer         | Patrick Enengl        | 25.01.1994   | Osterreich   | 09/2023          | LASK Amateure OÖ     |
| Co-Trainer      | Manuel Engleder       | 07.02.1980   | Osterreich   | 07/2024          | Leiter NWZ Amstetten |
| Torwarttrainer  | Wolfgang Haunschmid   | 21.04.1989   | Osterreich   | 01/2021          | USC Seitenstetten    |
| Athletiktrainer | Stefan Griessenberger | 24.11.1987   | Osterreich   | 07/2024          | USC Seitenstetten    |

### Aktueller Kader
Stand: 6. August 2025
| Rücken- nummer | Name                   | Geburtsdatum | Nationalität | beim Verein seit | letzter Verein                  |
| Torhüter       | Torhüter               | Torhüter     | Torhüter     | Torhüter         | Torhüter                        |
| -------------- | ---------------------- | ------------ | ------------ | ---------------- | ------------------------------- |
| 01             | Tiago Estêvão          | 13.05.2002   | Deutschland  | 07/2025          | Borussia Dortmund II            |
| 13             | Simon Neudhart         | 24.10.1992   | Osterreich   | 07/2024          | SCU Kilb                        |
| 32             | Bernhard Scherz        | 21.02.2007   | Osterreich   | 02/2024          | NWZ Amstetten                   |
| 40             | Felix Gutmann          | 21.07.2007   | Osterreich   | 07/2024          | NWZ Amstetten                   |
| Verteidigung   |                        |              |              |                  |                                 |
| 02             | Felix Köchl            | 31.05.2002   | Osterreich   | 08/2024          | Grazer AK                       |
| 04             | Luca Wimhofer          | 27.02.2004   | Osterreich   | 07/2025          | LASK                            |
| 12             | Lukas Deinhofer        | 20.03.1994   | Osterreich   | 01/2024          | SCU Euratsfeld                  |
| 15             | Philipp Offenthaler    | 03.03.1998   | Osterreich   | 07/2018          | SKN St. Pölten Juniors          |
| 17             | Moritz Würdinger       | 16.08.2001   | Osterreich   | 07/2024          | LASK Amateure OÖ                |
| 19             | Niklas Pertlwieser     | 23.11.2003   | Osterreich   | 07/2025          | Wolfsberger AC II               |
| 27             | Lloyd-Addo Kuffour     | 22.05.2002   | Deutschland  | 07/2025          | FSV Zwickau                     |
| 35             | Valentino Massimiani   | 23.01.2007   | Osterreich   | 07/2025          | SKU Amstetten II                |
| 39             | Laurenz Fahrnberger    | 07.04.2003   | Osterreich   | 07/2025          | SKU Amstetten II                |
| 48             | Matthias Gragger       | 03.11.2001   | Osterreich   | 01/2025          | SV Ried                         |
| Mittelfeld     |                        |              |              |                  |                                 |
| 08             | Yanis Eisschill        | 13.10.2005   | Osterreich   | 07/2025          | LASK Amateure OÖ                |
| 10             | Joshua Steiger         | 06.04.2001   | Osterreich   | 07/2025          | SV Stripfing                    |
| 11             | George Davies          | 16.11.1996   | Sierra Leone | 07/2025          | SV Stripfing                    |
| 18             | Sebastian Wimmer       | 15.01.1994   | Osterreich   | 07/2024          | LASK Amateure OÖ                |
| 52             | Tolga Öztürk           | 24.02.2006   | Turkei       | 07/2024          | NWZ Amstetten                   |
| 77             | Maximilian Scharfetter | 20.06.2002   | Osterreich   | 07/2025          | Wolfsberger AC                  |
| Angriff        |                        |              |              |                  |                                 |
| 09             | David Peham            | 20.02.1992   | Osterreich   | 07/2025          | First Vienna FC                 |
| 14             | Alieu Conateh          | 28.12.2006   | Gambia       | 08/2025          | Grasshopper Club Zürich (Leihe) |
| 16             | Thomas Mayer           | 23.08.1995   | Osterreich   | 07/2024          | Grazer AK                       |
| 20             | Martin Grubhofer       | 20.01.1998   | Osterreich   | 07/2024          | SCU Ardagger                    |
| 36             | Nico Zellhofer         | 12.12.2007   | Osterreich   | 07/2025          | SKU Amstetten II                |
| 43             | Felix Schönegger       | 02.12.2006   | Osterreich   | 07/2024          | NWZ Amstetten                   |

### Transfers
Stand: 6. August 2025
| Zugänge: | Abgänge: |
| Sommer 2025 | Sommer 2025 |
| --- | --- |
| - Alieu Conateh (Grasshopper Club Zürich, Leihe) - George Davies (SV Stripfing) - Yanis Eisschill (LASK Amateure OÖ) - Tiago Estêvão (Borussia Dortmund II) - Lloyd-Addo Kuffour (FSV Zwickau) - David Peham (First Vienna FC) - Niklas Pertlwieser (Wolfsberger AC II) - Maximilian Scharfetter (Wolfsberger AC) - Joshua Steiger (SV Stripfing) - Luca Wimhofer (LASK) | - Armin Gremsl (Muangthong United) - Niels Hahn (1. Wiener Neustädter SC) - Mathias Hausberger (DSG Union Perg) - Damir Mehmedovic (Kremser SC) - Daniel Scharner (SCU Ardagger) - Jannik Wanner (FC Livingston) - Dominik Weixelbraun (SK Rapid Wien II) - Burak Yilmaz (Kremser SC) - Jesaja Herrmann (vereinslos) - Marco Kadlec (vereinslos) - Tobias Gruber (Wolfsberger AC, Leih-Ende) - Yannick Oberleitner (Grazer AK, Leih-Ende) - Gabriel Zirngast (LASK Amateure OÖ, Leih-Ende) |

## Damenteam
Der Verein unterhält seit September 2012 auch ein Damenteam, das seit der Saison 2019/20 in einer Spielgemeinschaft mit dem USV Ferschnitz am Meisterschaftsbetrieb der Niederösterreichischen Frauen Gebietsliga Mostviertel teilnimmt.

## Heimstätte
Der SKU Amstetten trägt seine Heimspiele im Ertl-Glas-Stadion in Amstetten, aus. Die Anhänger des SKU nennen die Spielstätte jedoch nach wie vor „Union-Platz“ (ehemaliger Name).
Das Stadion wurde in den Jahren 2007 und 2008 grundlegend renoviert und erweitert und bietet nun ca. 600 überdachte Sitz- und Stehplätze auf der „Sparkassen-Tribüne“ (Westseitig) und ca. 400 überdachte Stehplätze auf der „Nordtribüne“, wo sich auch die Ultras des SKU finden. In der Sommerpause 2015 wurde auf der östlichen Längsseite des Spielfeldes eine weitere Tribüne mit etwa 700 Sitzplätzen, einem VIP-Bereich und weiteren Stehplätzen errichtet. Zusammen mit weiteren Stehplätzen zwischen den Tribünen ergibt sich eine Gesamtkapazität von etwa 3000 Zusehern.

## Spielklassen ab 1997
- 1997/98–1998/99 2. Landesliga West (Niederösterreich)
- 1999/00–2007/08  1. Niederösterreichische Landesliga
- 2008/09  Regionalliga Ost
- 2009/10–2010/11 1. Niederösterreichische Landesliga
- 2011/12–2017/18 Regionalliga Ost
- ab 2018/19 2. Liga

## Saisonen
| Saison  | Liga                                | Platzierung | ÖFB-Cup       | Anmerkung |
| ------- | ----------------------------------- | ----------- | ------------- | --------- |
| 2009/10 | 1. Landesliga Niederösterreich (IV) | 2.          | 2. Runde      |           |
| 2010/11 | 1. Landesliga Niederösterreich (IV) | 1.          | 2. Runde      |           |
| 2011/12 | Regionalliga Ost (III)              | 10.         | 2. Runde      |           |
| 2012/13 | Regionalliga Ost (III)              | 5.          | 1. Runde      |           |
| 2013/14 | Regionalliga Ost (III)              | 3.          | Viertelfinale |           |
| 2014/15 | Regionalliga Ost (III)              | 3.          | 1. Runde      |           |
| 2015/16 | Regionalliga Ost (III)              | 4.          | 2. Runde      |           |
| 2016/17 | Regionalliga Ost (III)              | 7.          | Achtelfinale  |           |
| 2017/18 | Regionalliga Ost (III)              | 3.          | 2. Runde      |           |
| 2018/19 | 2. Liga (II)                        | 11.         | 1. Runde      |           |
| 2019/20 | 2. Liga (II)                        | 5.          | Viertelfinale |           |
| 2020/21 | 2. Liga (II)                        | 12.         | Achtelfinale  |           |
| 2021/22 | 2. Liga (II)                        | 5.          | Achtelfinale  |           |
| 2022/23 | 2. Liga (II)                        | 5.          | 2. Runde      |           |
| 2023/24 | 2. Liga (I)                         | 16.         | Achtelfinale  |           |
| 2024/25 | 2. Liga (I)                         |             |               |           |
|         |                                     |             |               |           |

## Erfolge und Titel
- Meister 2. Landesliga West Niederösterreich 1998/99
- Meister 1. Niederösterreichische Landesliga 2007/08, 2010/11
- Vizemeister 1. Niederösterreichische Landesliga 1999/00, 2009/10
- Viertelfinale ÖFB-Cup 2013/14 und 2019/20

## Spieler
| - Josef Hickersberger (1960–1966) Jugend - Markus Briza (2009) - Mario Ebenhofer (2010–2014) - Eldar Topić (2011–2012) - Patrick Lachmayr (2011–2020) - Arno Kozelsky (2012–2015) | - Martin Teurezbacher (2012–2017) - Daniel Maderner (2019–2020) - Kofi Schulz (2019–2020) - Ahmet Muhamedbegovic (2018–2020) - Daniel Gremsl (2019–2020) - Marjan Markić (2018–2019) |